# Liste der deutschen Meister im Schnellschach
Aufgelistet sind die deutschen Meister im Schnellschach.
Seit 1990 richtet der Deutsche Schachbund nationale Einzelmeisterschaften aus. Seit 1993 werden zusätzlich Frauen-Schnellschach-Einzelmeisterschaften veranstaltet. Von 1975 bis zur Auflösung der DDR hatten dort schon Schnellschacheinzelmeisterschaften stattgefunden.

## Deutsche offene Schnellschachmeisterschaften
Anmerkung: „Offen“ ist in diesem Zusammenhang so zu verstehen, dass männliche und weibliche Schachspieler am Turnier teilnehmen können. Die deutsche Schnellschachmeisterschaft ist hingegen nicht in dem Sinne offen, dass eine Teilnahme ohne Vorqualifikation möglich wäre oder dass vereinslose oder ausländische Spieler daran teilnehmen dürften.
| Jahr | Ort                       | Sieger                                                                  |
| ---- | ------------------------- | ----------------------------------------------------------------------- |
| 1990 | Frankfurt am Main         | 1. Lev Gutman 2. Otto Borik 3. Jörg Hickl                               |
| 1991 | Delmenhorst               | 1. Lev Gutman 2. Ralf Lau 3. Otto Borik                                 |
| 1992 | Bad Blankenburg           | 1. Lev Gutman 2. Rainer Tomczak 3. Rainer Knaak                         |
| 1993 | Viersen                   | 1. Lev Gutman 2. Ralf Lau 3. Gerhard Schebler                           |
| 1994 | Erfurt                    | 1. Klaus Bischoff 2. Lev Gutman 3. Matthias Thesing                     |
| 1995 | Essen                     | 1. Georg Siegel 2. Uwe Kunsztowicz 3. Romuald Mainka                    |
| 1996 | Apolda                    | 1. Peter Enders 2. Georg Siegel 3. Carsten Lingnau                      |
| 1997 | Templin                   | 1. Peter Enders 2. Thomas Luther 3. Karsten Müller                      |
| 1998 | Deizisau                  | 1. Robert Rabiega 2. Stefan Kindermann 3. Lev Gutman                    |
| 1999 | Frankfurt am Main-Höchst  | 1. Robert Rabiega 2. Stefan Kindermann 3. Lev Gutman                    |
| 2000 | Hockenheim                | 1. Robert Rabiega 2. Thorsten Michael Haub 3. Bernd Schneider           |
| 2001 | Halle (Saale)             | 1. Karsten Müller 2. Sebastian Siebrecht 3. René Stern                  |
| 2002 | Apolda                    | 1. Gerlef Meins 2. Thies Heinemann 3. Thorsten Michael Haub             |
| 2003 | Hockenheim                | 1. Klaus Bischoff 2. Karl-Heinz Podzielny 3. Rainer Buhmann             |
| 2004 | Höckendorf                | 1. Klaus Bischoff 2. Tillmann Vogler 3. Hans-Joachim Vatter             |
| 2005 | Spiesen-Elversberg        | 1. Klaus Bischoff 2. Thies Heinemann 3. Torsten Lang                    |
| 2006 | Ingolstadt                | 1. Thorsten Michael Haub 2. Klaus Bischoff 3. Sergei Kalinitschew       |
| 2007 | Bad Lauterberg im Harz    | 1. Karl-Heinz Podzielny 2. Thorsten Michael Haub 3. Karl-Jasmin Muranyi |
| 2008 | Fredersdorf-Vogelsdorf    | 1. Karl-Heinz Podzielny 2. Mathias Womacka 3. Ferenc Langheinrich       |
| 2009 | Kiel                      | 1. Karl-Heinz Podzielny 2. David Baramidze 3. Alexander Markgraf        |
| 2010 | Hockenheim                | 1. René Stern 2. Michael Prusikin 3. Alexander Gasthofer                |
| 2011 | Forchheim                 | 1. Hagen Poetsch 2. René Stern 3. Thies Heinemann                       |
| 2012 | Geiselhöring              | 1. Torsten Lang 2. Jens Kotainy 3. Christoph Pfrommer                   |
| 2013 | Gladenbach                | 1. Martin Krämer 2. Igor Glek 3. Patrick Zelbel                         |
| 2014 | Altenkirchen (Westerwald) | 1. Martin Krämer 2. Hagen Poetsch 3. Thomas Reich                       |
| 2015 | Leipzig                   | 1. Roland Schmaltz 2. Hagen Poetsch 3. Patrick Zelbel                   |
| 2016 | Bretten                   | 1. Matthias Dann 2. Hagen Poetsch 3. Michael Kopylov                    |
| 2017 | Magdeburg                 | 1. Hagen Poetsch 2. Alexander Naumann 3. Rudolf Wilhelm Bräuning        |
| 2018 | Magdeburg                 | 1. Alexander Naumann 2. Luis Engel 3. Hagen Poetsch                     |
| 2019 | Neumarkt in der Oberpfalz | 1. Alexander Donchenko 2. Rainer Buhmann 3. Andreas Heimann             |
| 2020 | Plochingen                | 1. Pascal Neukirchner 2. Marco Dobrikov 3. Jens Hirneise                |
| 2021 | Lübeck                    | 1. Rasmus Svane 2. Martin Heider 3. Jakob Leon Pajeken                  |
| 2022 | Göttingen                 | 1. Matthias Blübaum 2. Rasmus Svane 3. Daniel Fridman                   |
| 2023 | Dinkelsbühl               | 1. Léon Mons 2. Julius Muckle 3. Jevheni Jelisiejew                     |
| 2024 | Bielefeld                 | 1. Marian Can Nothnagel 2. Michael Richter 3. Daniel Kopylov            |
| 2025 | Neuwied                   | 1. Florian Grafl 2. Pascal Barzen 3. Bennet Hagner                      |

## Deutsche Schnellschachmeisterschaften der Frauen
| Jahr | Ort                          | Sieger                                                            |
| ---- | ---------------------------- | ----------------------------------------------------------------- |
| 1993 | Herdorf                      | 1. Gisela Fischdick 2. Marina Olbrich 3. Annegret Weng            |
| 1994 | Rodewisch                    | 1. Martina Beltz 2. Natali Widoniak 3. Kerstin Arnhold            |
| 1995 | Wunsiedel                    | 1. Julia Scheynin 2. Gisela Fischdick 3. Anita Rieder             |
| 1996 | Schwabmünchen                | 1. Gisela Fischdick 2. Annemarie Sylvia Meier 3. Anita Rieder     |
| 1997 | Bensheim-Auerbach (Bensheim) | 1. Annemarie Sylvia Meier 2. Marina Olbrich 3. Gisela Fischdick   |
| 1998 | Wolfen                       | 1. Constanze Jahn 2. Vera Jürgens 3. Annett Wagner-Michel         |
| 1999 | Wadgassen                    | 1. Gisela Fischdick 2. Annegret Weng 3. Birke Bielicki            |
| 2000 | Hockenheim                   | 1. Gisela Fischdick 2. Jessica Nill 3. Heike Vogel                |
| 2001 | Halle (Saale)                | 1. Elisabeth Pähtz 2. Sandra Ulms 3. Constanze Jahn               |
| 2002 | Barnstorf                    | 1. Gisela Fischdick 2. Vera Jürgens 3. Anja Hegeler               |
| 2003 | Bad Königshofen im Grabfeld  | 1. Heike Vogel 2. Sandra Ulms 3. Jessica Nill                     |
| 2004 | Kiel                         | 1. Sandra Ulms 2. Verena Nagel 3. Natalie Funk                    |
| 2005 | Halle (Saale)                | 1. Constanze Jahn 2. Sandra Ulms 3. Heike Vogel                   |
| 2006 | Halle (Saale)                | 1. Sandra Ulms 2. Verena Nagel 3. Claudia Eckhardt                |
| 2007 | Bad Lauterberg im Harz       | 1. Vera Jürgens 2. Sandra Ulms 3. Nellya Vidonyak                 |
| 2008 | Guben                        | 1. Sibylle Heyme 2. Sandra Ulms 3. Christin Burisch               |
| 2009 | Jüterbog                     | 1. Sandra Ulms 2. Martina Skogvall 3. Heike Germann               |
| 2010 | Laubach                      | 1. Sandra Ulms 2. Heike Vogel 3. Julia Schlein                    |
| 2011 | Echzell                      | 1. Sandra Ulms 2. Melanie Ohme 3. Polina Zilberman                |
| 2012 | Geiselhöring                 | 1. Stefanie Schulz 2. Polina Zilberman 3. Bergit Brendel          |
| 2013 | Gladenbach                   | 1. Elisabeth Pähtz 2. Zoya Schleining 3. Marine Zschischang       |
| 2014 | Altenkirchen (Westerwald)    | 1. Zoya Schleining 2. Marta Michna 3. Alisa Frey                  |
| 2015 | Dillingen                    | 1. Anita Stangl 2. Manuela Mader 3. Heike Vogel                   |
| 2016 | Bretten                      | 1. Marta Michna 2. Simona Gheng 3. Jutta Ries                     |
| 2017 | Erfurt                       | 1. Elisabeth Pähtz 2. Marta Michna 3. Alina Rath                  |
| 2018 | Gladenbach                   | 1. Ulrike Rößler 2. Marine Zschischang 3. Carina Brandt           |
| 2019 | Neumarkt in der Oberpfalz    | 1. Annmarie Mütsch 2. Jessica Schmidt 3. Ulrike Rößler            |
| 2020 | Plochingen                   | 1. Elisabeth Pähtz 2. Annmarie Mütsch 3. Carmen Voicu-Jagodzinsky |
| 2021 | Lübeck                       | 1. Lara Schulze 2. Carmen Voicu-Jagodzinsky 3. Marta Michna       |
| 2022 | Göttingen                    | 1. Lara Schulze 2. Marharyta Khrapko 3. Brigitte von Hermann      |
| 2023 | Dinkelsbühl                  | 1. Lara Schulze 2. Kateryna Dolschykowa 3. Fiona Sieber           |
| 2024 | Bielefeld                    | 1. Kateryna Dolschykowa 2. Hanna Marie Klek 3. Tetjana Kostak     |

## Offene Schnellschachmeisterschaften der DDR
| Jahr | Ort              | Sieger           |
| ---- | ---------------- | ---------------- |
| 1975 |                  | Norbert Fiedler  |
| 1976 | Dresden          | Lutz Nötzold     |
| 1977 | Bernburg (Saale) | Lothar Zinn      |
| 1978 | Cottbus          | Michael Stettler |
| 1979 | Leipzig          | Thomas Jakat     |
| 1980 | Ost-Berlin       | Peter Welz       |
| 1981 | Leinefelde       | Steffen Lamm     |
| 1982 | Dresden          | Michael Schmidt  |
| 1983 | Dresden          | Ralph Kahe       |
| 1984 | Dresden          | Hartmut Backe    |
| 1985 | Dresden          | Harald Darius    |
| 1986 | Dresden          | Rainer Serfling  |
| 1987 | Dresden          | Karsten Schulz   |
| 1988 | Dresden          | Karsten Schulz   |
| 1989 | Dresden          | Karsten Schulz   |